# Михаило II Комнин Дука
Михаило II Комнин Дука (често називан Михаило Анђел у наративним изворима, грч. Μιχαήλ Β΄ Κομνηνός Δούκας) је био византијски племић и епирски деспот (око 1230 — 1268). 
Био је владар Епирске деспотовине, која је обухватала Епир у северозападној Грчкој, западни део грчке Македоније и Тесалије, и западну Грчку све до Нафпакта.

## Биографија
Михаило је рођен око 1206. године, као ванбрачни син првог господара Епира, Михаила I Комнина Дуке (1205—1215). Историчар Деметриос Полемис процењује да је рођен у првим годинама владавине свог оца (1205–15),
После очевог убиства, отишао је у егзил, јер је власт преузео његов стриц Теодор Анђел Комнин Дука. Према хагиографији његове касније супруге, свете Теодоре од Арте, Теодор је њега и његову мајку послао у прогонство на Пелопонез. Након Теодоровог пораза и заробљавања од стране цара Јована Асена II од Бугарске у биткци на Клокотници (1230), престо у Солуну је заузео Теодоров брат деспот Манојло Анђел Дука Комнин који је успео да избегне заробљавање у бици код Клокотнице. Његов посед сведен је на околину града и на језгро његове породице у Епиру и Тесалији, као и на Драч и Крф, док је његов брат деспот Константин Комнин Дука у Етолији и Акарнанији признао његову власт. Као зет цара Јована Асена II, деспоту Манојлу је било дозвољено да задржи унутрашњу аутономију, али је постао вазал бугарског цара. Михаило II је искористио прилику и вратио се у Епир. Михаило II је брзо успео, очигледно уз подршку локалног становништва, да преузме контролу над земљом. Деспот Манојло је био приморан да призна свршени чин под изговором да је Михаило II признао његову власт, у знак чега му је деспот Манојло доделио титулу деспота. У стварности, Михаило II је био потпуно независан и врло брзо је престао да признаје Манојлову власт; до 1236. године, је заузео Крф.  Своју власт је учврстио женидбом са Теодором Петралифином, из моћне породице Петралифа, који су се залагали за приближавање Никејском царству. Као последица овакве политике, Михаилову престоницу Арту је 1238. године посетио никејски (васељенски) патријарх Герман II (1223—1240), а сам Михаило II  је нешто касније (око 1249. или 1250. године) добио титулу деспота од никејског цара, Јована III Дуке Ватаца (1222—1254).
Године 1237. Теодора је ослободио цар Јован Асен II, који је оженио његову ћерку Ирину. Теодор се вратио у Солун, где је лако свргнуо свог брата деспота Манојла и поставио за цара свог сина Јована Комнина Дуку (без церемоније крунисања), али је остао прави владар царства у име свог сина. Свргнути деспот Манојло је послат у изгнанство, али се 1239. године, вратио са никејском помоћи у покушају да поврати Солун. У том случају је постигнут договор о подели породичног поседа: Теодор и цар Јован су држали под контролом Солун, док је деспот Манојло добио Тесалију. Деспот Михаило II у Епиру није био део споразума његових стричева и наставио је да самостално води сопствену политику. У том контексту, послао је посланство цару Фридриху II Хоенштауфену у децембру 1239. године, вероватно да би му обезбедио помоћ против његових стричева. Године 1241. деспот Манојло је умро, деспот Михаило II је брзо кренуо да заузме Тесалију пре него што је било који од његових преосталих стричева успео да реагује. Односи деспота Михаила II са Никејом обезбедили су његову неутралност током сукоба у којем је цар Јован III Дука Ватац освојио Солун и продро у северну Грчку 1244–1246.
У јесен 1246. године, цар Јован III Дука Ватац је искористио ступање малолетног цара Михаила II Асена (1246–1257) на бугарски престо да нападне Бугарску. За три месеца заузео је већи део Тракије и целу источну и северну Македонију. Деспот Михаило II је такође искористио прилику да се прошири на Албанију и северозападну Македонију. На крају овог војног похода, цар Јован III Дука Ватац се окренуо против Солуна, који је заузео уз помоћ завереника унутар града. Деспот Димитрије Анђел Дука, који је владао градом након смрти свог старијег брата деспота Јована 1244. године, био је ухваћен и прогнан у Битинију, док су Солун и цела Македонија стављени под управу Великог Доместика Андроника Палеолога.
Пошто је Солун био обезбеђен, цар Јован III Дука Ватац се окренуо Епиру, нудећи деспоту Михаилу II брачни савез између Михаиловог најстаријег сина Нићифора и његове унуке Марије. Понуду је са одушевљењем прихватила Михаилова жена, деспина Теодора Петралифина, која је повела Нићифора са собом и отишла да се састане са царем Јованом III Дуком Ватацем у Пегама. Тамо је млади пар био верен, а брак је уговорен за следећу годину, пре него што су се деспина Теодора и Нићифор вратили у Арту. Док је његова жена подржавала блиски савез са Никејом, сам деспот Михаило II је остао амбивалентан, јер није напустио амбиције своје породице. Проникејски историчари сматрају овај став показатељем његове инхерентне неповерљивости, али је главни фактор био утицај његовог стрица Теодора, који је остао безбедно смештен у свом упоришту у Водену. Пошто су његови синови помрли, Теодор се окренуо једином преживелом члану своје породице који би могао да присвоји Солун и осујети планове Никеје, посебно пошто се цар Јован III Дука Ватац, без претњи на својим другим границама, спремао да заузме Константинопољ. Деспот Михаило II и његов стриц су заједно планирали и покренули изненадни напад на Солун у пролеће 1251. године. Град је успешно одолео, а у пролеће следеће године цар Јован III Дука Ватац је поново прешао у Европу. Деспот Михаило II и Теодор су се окренули на север, заузевши Прилеп и Велес, а када су добили вест о доласку цара Јована III Дуке Ватаца, повукли су се у Епир преко Касторије. цар Јован III Дука Ватац је опсео и заузео Воден, Касторију и Девол у зиму 1252/53, али су убрзо заглибили у сукобима у области Касторије. Застој је прекинут када су двојица епирских војсковођа, Јован Главаш и Михаилов шурак Теодор Петралиф, пребегли Никејцима, а убрзо потом и владар Кроје, Голем. То је приморало деспота Михаила II да се помири са царем Јованом III Дуком Ватацом, пославши митрополита наупактског Јована Ксероса, његовог зета Константина Малисена и извесног Ламвета. Уговор, закључен у Лариси, предвиђао је да ће деспот Михаил II уступити не само тврђаве које је недавно заузео, већ и све своје преостале поседе у Македонији, док ће Кроја доћи под Ватацову власт. Деспот Михаило II је поново добио деспотску титулу од цара Јована III Дуке Ватаца и брачни савез је поново потврђен, али је Нићифор одведен у Никеју као талац због понашања свог оца. Надаље, цар Јован III Дука Ватац је изричито захтевао предају Теодора. Док је Нићифор добио деспотску титулу и убрзо му је дозвољено да се врати у Епир, Теодор је као заробљеник премештен у Малу Азију где је убрзо умро, око 1253. године.
Свог сина Нићифора (1268—1296) је 1256. године оженио Маријом, унуком никејског цара Јована III и том приликом му је предао стратешки битне градове Србицу и Драч.
Када је 1256. године, био принуђен да преда Драч и Сервију Никејцима, деспот Михаило II је поново одлучио да прошири своју државу на рачун Никеје. Међутим, док је напредовао према Солуну, сицилијски краљ Манфред заузео је Драч и околину. Решен да заузме Солун, деспот Михаило II се помирио са краљем Манфредом и послао му своју ћерку за жену, уступајући изгубљене градове и острво Крф као мираз. Такође је закључио савез са кнезом Виљемом II Вилардуеном од Ахаје.
Међутим, након тога, Михаило је постао противник Никејског царства и започео је успешну офанзиву на Балкану, са освајањем Солуна, као његовим крајњим циљем. Он се због тога повезао са сицилијанским краљем Манфредом (1258—1266) и ахајским кнезом Виљемом II (1246—1278), а њима је пришао и српски краљ Урош I (1243—1276), који је 1258. године, напао никејске поседе у Македонији и заузео Скопље, Прилеп и Кичево. Удруженим снагама деспота Михаила II и кнеза Виљема II, прикључили су се Манфредови помоћни одреди, али се овај савез, услед сукобљених интереса, распао пред сам сукоб са никејском војском, у Пелагонији 1259. године. Трупе три савезника су заузеле никејске поседе у Македонији и 1259. године, спремале су се за борбу против никејске војске коју је предводио Јован Палеолог, брат цара Михаила VIII Палеолога, на равници Пелагоније. Деспот Михаило II је напустио бојиште, док је његов ванбрачни син Јован (1268—1289) прешао на никејску страну, која је у Пелагонијско бици до ногу потукла остатке савеза, кнез Вилијам II Вилардуен је заробљен. После тога су никејске снаге наставиле своју офанзиву и упале у Епирску деспотовину и заузеле њену престоницу Арту, док се деспот Михаило II спасао повлачењем на Јонска острва. Он је, уз Манфредову војну помоћ, успео да поврати своје поседе, али је после новог пораза 1264. године, склопио мир са царем Михаилом VIII Палеологом (регент 1258 — 1261, цар 1261 — 1282), чију је врховну власт признао, чиме је Епирска деспотовина постала део обновљеног Византијског царства.
Деспот Михаило II је умро у августу 1268. године, и сахрањен је Влахернском манастиру код Арте, а његове поседе су поделили његови синови:
- Нићифор I (који је владао Епиром)
- Јован I (који је владао Тесалијом)

## Породица
У браку са Теодором Петралифеном (Св. Теодором од Арте), деспот Михаило II је имао неколико деце, међу којима су:
- Нићифор I Комнин Дука, који је наследио власт над Епиром
- Јован Дука, талац у Цариграду
- Димитрије (преименован у Михаило) Дука Комнин, познат по презимену Кутрул
- Хелена Анђелина Дукаина, која се удала за краља Манфреда од Сицилије
- Ана Комнин Дука, која се удала за кнеза Вилијама II Вилардуена од Ахаје и након његове смрти за Николу II од Светог Омера, господара Тебе.

Од љубавнице, вероватно неименоване даме из породице Гангренос забележене у Теодориној хагиографији, деспот Михаило II је имао још најмање два сина:
- Јован I Дука, који га је наследио као владар Тесалије и изгледа да је био најстарији од његове деце.
- Теодор Дука.